# Fats Waller
Thomas Wright "Fats" Waller (21. maj 1904 – 15. december 1943) var en amerikansk jazzpianist, sanger, orkesterleder, komponist og entertainer.
Han begyndte at indspille plader, da han var 22 år og fik job som akkompagnatør for bluessangerinder. Han optrådte i radio som pianist og blev leverandør af kompositioner. Til hans mest kendte og slagkraftige sange, som også kom til at indgå i jazzens standardrepertoire, hører "Ain't Misbehavin'" fra 1928 og "Honeysuckle Rose" fra 1929, der blev indskrevet i Grammy Hall of Fame i hhv. 1984 og 1999. Waller skrev over 400 sange, og mange af dem blev skrevet sammen med Andy Razaf.
Det var frem for alt sin rolle som humoristisk, undertiden sarkastisk entertainer, han blev kendt af et bredere publikum. Hans måde at kombinere sang, tale, mimik, kropssprog og klaverspil på er forblevet uovertruffen.

## Vigtige indspilninger
| Titel                                                          | Dato for indspilning | Sted for indspilning | Pladeselskab                             |
| -------------------------------------------------------------- | -------------------- | -------------------- | ---------------------------------------- |
| "African Ripples"                                              | 11-16-34             | New York, New York   | Victor 24830 (reissued Bluebird B-10115) |
| "After You've Gone"                                            | March 21, 1930       | New York, New York   | Victor 22371-B                           |
| "A Handful Of Keys"                                            | January 3, 1929      | Camden, New Jersey   | Victor V-38508                           |
| Ain't Misbehavin'                                              | February 8, 1929     | Camden, New Jersey   | Victor 22092, 22108                      |
| "All God's Chillun Got Wings"                                  | August 28, 1938      | London, England      | Victor 27460                             |
| "Alligator Crawl"                                              | November 16, 1934    | New York, New York   | Victor 24830 (reissued Bluebird B-10098) |
| "Baby Brown"                                                   | November 3, 1935     | New York, New York   | (only issued on LP)                      |
| "Baby, Oh! Where Can You Be?"                                  | August 29, 1929      | Camden, New Jersey   | Victor unissued, issued on LPV-550       |
| "Basin Street Blues"                                           | November 3, 1935     | New York, New York   | Bluebird B-10115                         |
| "Because Of Once Upon a Time"                                  | November 3, 1935     | New York, New York   | RFW                                      |
| "Believe It, Beloved"                                          | November 3, 1935     | New York, New York   | Victor                                   |
| "Birmingham Blues"                                             | October 21, 1922     | New York, New York   | Okeh 4757-B                              |
| "Blue Black Bottom"                                            | February 16, 1927    | Camden, New Jersey   | Victor                                   |
| "Blue Turning Gray Over You"                                   | November 3, 1935     | New York, New York   | Victor                                   |
| "California, Here I Come"                                      | November 3, 1935     | New York, New York   | Victor                                   |
| "Carolina Shout"                                               | May 13, 1941         | New York, New York   | Victor                                   |
| "Clothes Line Ballet"                                          | November 3, 1935     | New York, New York   | Victor 25015                             |
| "I Can't Give You Anything but Love" (vocals by Adelaide Hall) | August 28, 1938      | London, England      | HMV B8849                                |
| "Deep River"                                                   | August 28, 1938      | London, England      | Victor 27459                             |
| "Goin' About"                                                  | November 9, 1929     | New York, New York   | Victor                                   |
| "Gladyse"                                                      | February 8, 1929     | Camden, New Jersey   | Victor                                   |
| "Go Down, Moses"                                               | August 28, 1938      | London, England      | Victor 27458                             |
| "Honeysuckle Rose"                                             | 1934                 | New York, New York   | Victor                                   |
| "I'm Crazy 'Bout My Baby"                                      | 1931                 | New York, New York   | Victor                                   |
| "I've Got A Feeling I'm Falling"                               | February 8, 1929     | Camden, New Jersey   | Victor                                   |
| "Jitterbug Waltz"                                              | March 16, 1942       | Camden, New Jersey   | Victor                                   |
| "Keeping Out Of Mischief Now"                                  | November 6, 1937     | New York, New York   | Bluebird 10099                           |
| "Lennox Avenue Blues"                                          | November 17, 1926    | Camden, New Jersey   | Victor 20357-B                           |
| "Lonesome Road"                                                | August 28, 1938      | London, England      | Victor 27459                             |
| "Minor Drag"                                                   | January 3, 1929      | New York, New York   | Victor                                   |
| "Messin' Around With The Blues Blues"                          | January 14, 1927     | Camden, New Jersey   | Victor                                   |
| "My Fate Is In Your Hands"                                     | April 12, 1929       | New York, New York   | Victor                                   |
| "My Feelin's Are Hurt"                                         | April 12, 1929       | New York, New York   | Victor                                   |
| "Numb Fumblin'"                                                | January 3, 1929      | Camden, New Jersey   | Victor                                   |
| "Russian Fantasy"                                              | November 3, 1935     | New York, New York   | Victor                                   |
| "Soothin' Syrup Stomp"                                         | January 14, 1927     | Camden, New Jersey   | Victor                                   |
| "Sloppy Water Blues"                                           | January 14, 1927     | Camden, New Jersey   | Victor                                   |
| "Smashing Thirds"                                              | September 24, 1929   | New York, New York   | Victor                                   |
| "Sweet Savannah Sue"                                           | February 8, 1929     | Camden, New Jersey   | Victor                                   |
| "The Rusty Pail"                                               | January 14, 1927     | Camden, New Jersey   | Victor                                   |
| "That's All"                                                   | August 29, 1929      | Camden, New Jersey   | Victor 23260                             |
| "Valentine Stomp"                                              | February 8, 1929     | Camden, New Jersey   | Victor                                   |
| "Viper's Drag"                                                 | November 16, 1934    | New York, New York   | Victor                                   |
| "Zonky"                                                        | November 3, 1935     | New York, New York   | Victor                                   |